# Karlheinz Tietze
Karlheinz Tietze (* 27. Juni 1912 in Oberneukirch, Oberlausitz; † 18. November 1996 in Essen) war ein deutscher Internist und Sportmediziner.

## Leben
Tietze studierte Medizin an der Universität Leipzig und wurde im Corps Lusatia Leipzig aktiv. Er führte alle drei Chargen, focht 15 Mensuren und erwies sich als erfolgreicher Sekundant. Am 24. Juni 1935 sekundierte er dem Leipziger Professor Max Hochrein auf einer Säbelmensur mit politischem Hintergrund gegen einen höheren SA-Führer. Er bestand 1937 das Staatsexamen und promovierte im selben Jahr zum Dr. med. 1938 als Arzt approbiert, wandte er sich im Universitätsklinikum Leipzig  der Inneren Medizin zu. 1949 übernahm er die Leitung der Medizinischen Poliklinik. Seit 1953 habilitiert, wurde er 1958 zum Professor ernannt. Im März 1959 wurde er Chefarzt der Inneren Abteilung vom Bezirkskrankenhaus St. Georg. Im September desselben Jahres übersiedelte er nach Essen. Die Huyssens-Stiftung wählte ihn zum 1. Januar 1960 als Chefarzt der Inneren Abteilung. Schwerpunkt seiner klinischen und wissenschaftlichen Arbeit war der Blutkreislauf, besonders das Adams-Stokes-Syndrom, die Cheyne-Stokes-Atmung und der Herzinfarkt. Nach 27 Dienstjahren wurde Tietze 1987 pensioniert. In der Deutschen Demokratischen Republik hatte er sich intensiv mit der Enzephalopathie von Boxern befasst.
Verheiratet war er seit 1950 mit der Kollegin Ursula geb. Wolf. Der Sohn kam 1951, die Tochter 1953 zur Welt.

## Veröffentlichungen
- mit K. Matthes und M. Böhme: Untersuchungen über den Gasaustausch in der menschlichen Lunge. In: Archiv für experimentelle Pathologie und Pharmakologie 181 (1936)
- Die Eiserne Lunge. In: Wissenschaft und Fortschritt, Heft 3 (Juli 1951)
- Eine vom Patienten ausgehende Steuerung künstlicher Beatmungsapparaturen mittels elektronischen Initiators und Impulsgebers. Zeitschrift für klinische Medizin 154 (1956)
- mit Werner H. Hauss und R. Falk: Über die Reaktion einzelner Gefäßprovinzen beim Sinus caroticus-Reflex. Zeitschrift für die gesamte experimentelle Medizin 3/109 (1941)
- mit Werner H. Hauss und R. Falk: Über die Beziehungen zwischen arteriellem Druck, zirkulierender Blutmenge und Blutgeschwindigkeit. Zeitschrift für die gesamte experimentelle Medizin 1/109 (1941)
- mit Werner Siede: Untersuchungen über den Ablauf der spezifisch-dynamischen Wirkung nach Belastung mit Glykokoll. Klinische Wochenschrift 19 (1940)
- mit Werner Siede: Vergleichsuntersuchungen über die spezifisch-dynamische Wirkung nach Eiweißfrühstück oder Glykokollbelastung. Klinische Wochenschrift 22 (1943)
- mit Werner H. Hauss und R. Falk: Zur pathologischen Physiologie und Klinik des Herzinfarktes. In: Zeitschrift für Kreislaufforschung 34 (1942)
- Zur Differentialdiagnose der biliären Form des Typhus abdominalis und des Icterus infectiosus Weil. Zeitschrift für klinische Medizin 141 (1942)
- Über die Anpassung des Menschen an chronischen Sauerstoffmangel. Zeitschrift für klinische Medizin 143 (1943)
- mit H. D. Bick: Klinischer Beitrag zur Frage der Pathogenität der Lambliasis, insbesondere in der Kombination mit Mangelödem. Deutsche Medizinische Rundschau 2 (1948)
- mit H. J. Schulz: Über die Meldevergiftung. Deutsches Gesundheitswesen 3 (1948)
- Zur Behandlung der Gingivitis. Deutsches Gesundheitswesen 7/4 (1948)
- Über die Beurteilungsmöglichkeiten der Leistungsfähigkeit des Herzens und des Kreislaufs von Sportlern. Deutsches Gesundheitswesen, Heft 50 (1952)
- Über extrarenale Azotämie und Azoturie. Wissenschaftliche Zeitschrift der Karl-Marx-Universität Leipzig, Heft 5 (1954/55)
- Über den Stickstoffhaushalt beim Herzinfarkt. Schweizerische Medizinische Wochenschrift 2/83 (1953)
- Über die Strömungsgeschwindigkeit des Blutes. VEB Georg Thieme, Leipzig 1954.
- Die Aufgaben des Arztes am Boxring. Theorie und Praxis der Körperkultur 3 (1956)
- Die Aufgaben des Arztes am Boxring, zugleich ein Beitrag zur Pathophysiologie des K.o. Theorie und Praxis der Körperkultur 3 (1956)
- Hirntraumatologie und Boxsport. Sportmedizin 3 (1957)
- Internistische Indikationen der Schwangerschaftsunterbrechung. Deutsches Gesundheitswesen 19/20 (1958), S. 602.
- Zur frühzeitigen Erkennung und Prophylaxe der chronischen Schädelencephalopathie. Theorie und Praxis der Körperkultur
- Innere Medizin, in: Diagnostisch-therapeutisches Vademecum, 36. und 42. Auflage. Johann Ambrosius Barth Verlag, Leipzig.